# Margaret Cho

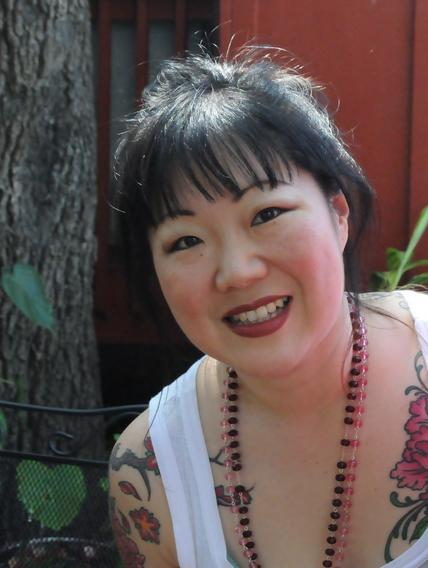
Margaret Cho (2008)

Margaret Moran Cho (* 5. Dezember 1968 in San Francisco) ist eine US-amerikanische Schauspielerin und Stand-Up-Comedian koreanischer Abstammung.

## Allgemeines
Ein Großteil ihrer Comedy hat sexuell expliziten Inhalt. Zu ihren Lieblingsthemen gehören ihre Vorliebe für Schwule und ihre stolze Identität als „Fag Hag“ (Slang-Ausdruck für die beste Freundin eines Schwulen), scharfe politische Kommentare, Ausführungen zu ihren Problemen mit Vorurteilen (insbesondere bzgl. ihres asiatischen Hintergrundes), Drogenerfahrungen, Essstörungen und ihr Verhältnis zu ihrer Mutter, das sie gern satirisch überspitzt darstellt. Unter anderem beschrieb sie ihre Pläne, „ihre Vagina mit Blättern zuzudecken“ wegen ihres Glaubens, in diese Falle hineinzutappen sei der einzige Weg, überhaupt Sex zu bekommen. Im selben Atemzug betonte sie, nach etwa zwei Jahren ohne Sex bekomme jemand automatisch seine Jungfräulichkeit zurück. Jedoch auch ihre Tendenz zu Übergewicht ist Teil ihrer Shows; insbesondere um 1993–1994 herum, als ihre von Elizabeth Wong geschriebene Fernsehserie All American Girl aktuell war und sie von mehreren Seiten dazu gedrängt wurde abzunehmen, weil sie sonst nicht in die Show passe, griff sie dieses Thema verstärkt auf. So erzählt sie unter anderem in ihrer Comedy Half Hour-Show, dass sie einen Anruf vom Produzenten der Serie bekommen habe, der mit den anderen Beteiligten in einem Meeting beschlossen habe, sie müsse abnehmen, und dass sie nicht glauben könne, dass man „ein Meeting abgehalten habe, um über meinen großen fetten Arsch zu diskutieren“.

## Biographie

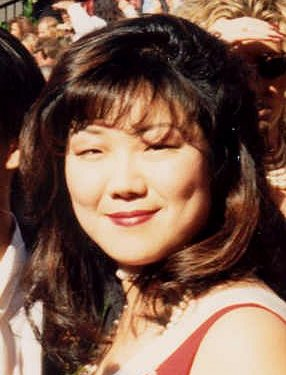
Margaret Cho bei der Emmy Verleihung 1994

Margaret Cho wuchs auf der Polk Street in San Francisco auf, dem damaligen Schwulenzentrum der Stadt in den 1970er Jahren, auf der ihre Eltern, welche aus Korea stammten, einen Bücherladen hatten.

### Um 1994 herum
Cho gewann 1994 den American Comedy Award als beste Komikerin. Sie schrieb Fernsehgeschichte durch ihren Auftritt als erste asiatische Amerikanerin (männlich wie weiblich), die ihre eigene Fernsehserie bekam. Die Serie mit Namen All American Girl wurde schnell abgesetzt, nachdem schwerwiegende Inhaltsänderungen während des Verlaufs der ersten Staffel vorgenommen worden waren. Das Format war zudem wegen Chos Humors, der auf breiten asiatisch-klischeehaften Porträtierungen ihrer Verwandten basierte, problematisch. Seitdem hatte Cho mehrere erfolgreiche Stand-up-Comedy-Shows. Die erste mit Namen I’m the One That I Want befasste sich mit den Schwierigkeiten, die sie bei ihrem Vorstoß ins Show-Business wegen ihrer ethnischen Abstammung und ihres Gewichts hatte. Die Filmversion hiervon wurde zum Film mit den höchsten Einspielzahlen der Geschichte proportional zur Anzahl der Kopien (1,4 Millionen US-Dollar bei nur neun Kopien).
Der zweite, Notorious C.H.O. (der Titel ist eine Anspielung auf das Album The Notorious K.I.M. der Rapperin Lil’ Kim, und auch auf den Namen ihres früheren Partners The Notorious B.I.G.), befasst sich mit ihrer Kindheit in den 1970ern in San Francisco und ihrer Bisexualität. Zu beiden Touren existieren Livemitschnitte, Alben und Bücher.
Das Poster ihrer ersten Show (und des ersten Films), „I’m the One That I Want“, zeigt sie, wie sie die Arme ausstreckt, als säße sie am Steuer eines Autos, allerdings mit ausgestrecktem Zeigefinger; dies ist eine Anspielung auf einen Witz in diesem Programm, in dem sie erzählt, wie schwierige finanzielle Umstände sie dazu brachten, orale Gefälligkeiten gegenüber Männern anzubieten, die ihr egal waren, und dass sie hierbei einmal an einen Mann geraten sei, der Colitis gehabt hätte, und sie ihm lieber „schnell einen geblasen habe und dann gegangen sei“, als zu riskieren, dass sich sein Darm spontan entleert, was bei Colitis typischerweise passieren könne.

### 2003
2003 drehte Cho einen weiteren Film mit dem Titel Revolution. Sie ist mittlerweile im Internet vertreten und führt dort ihr tägliches Weblog. Nicht zuletzt durch ihre Anti-Bush-Kommentare zog sie damit den Zorn der Konservativen in den USA auf sich; ein Auftritt in Houston drohte deswegen nicht stattzufinden. Obwohl Demonstranten nie auftauchten, veranstaltete sie eine Gegendemonstration außerhalb des Clubs, bis Sicherheitskräfte ihr mitteilten, sie müsse reingehen. Cho startete ebenso eine Webseite, die Toleranz gegenüber Homosexuellen und die Legalisation der Ehe propagiert. Zusätzlich veröffentlichte sie ihre eigene Kollektion mit dem Titel High Class Cho; mit dieser Kleidung möchte Cho übergewichtigen Frauen attraktive Mode näher bringen.

### 2004

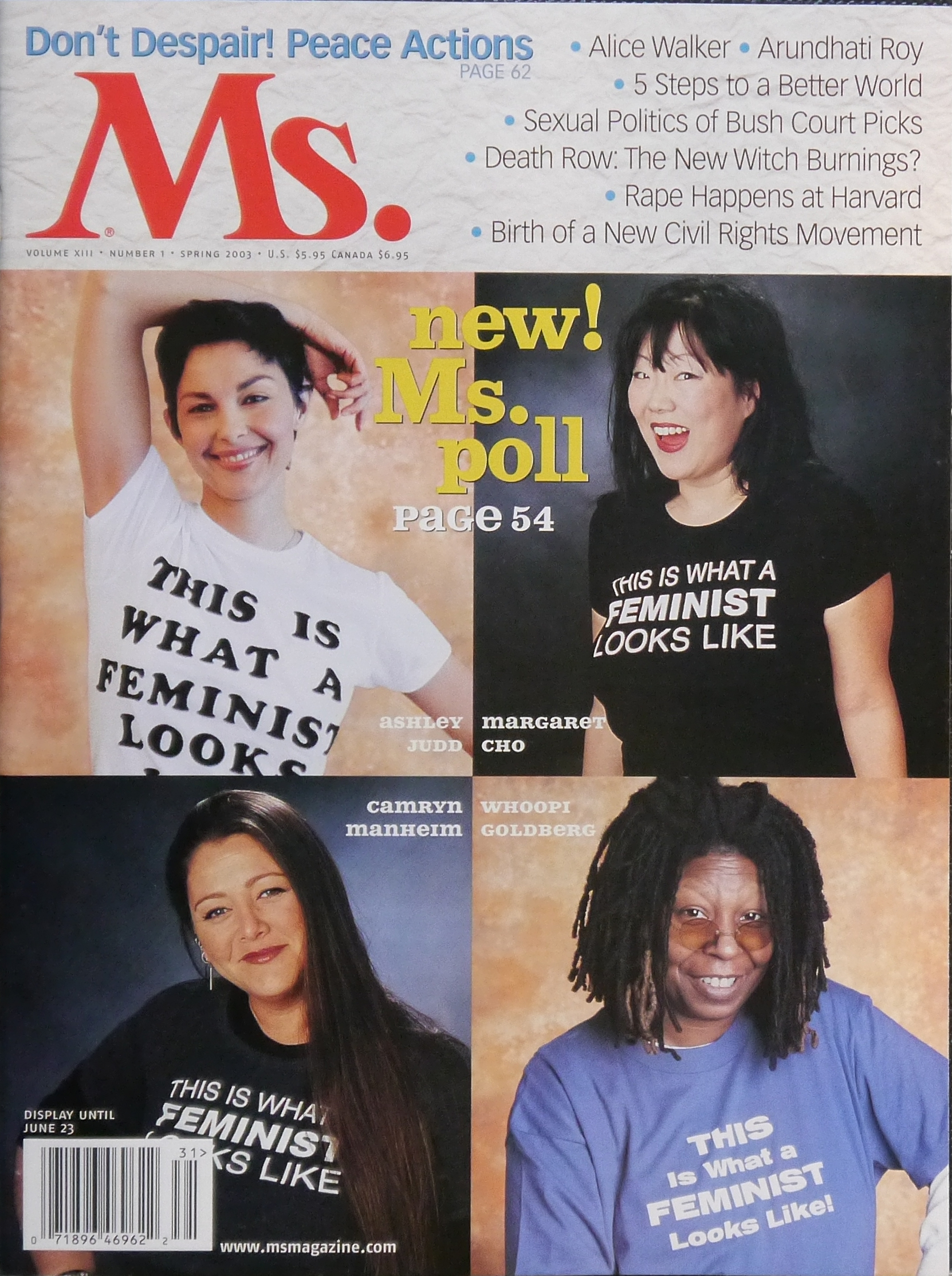
Margaret Cho (oben rechts) auf dem Titelblatt des Ms. Magazine im Frühjahr 2003 im Rahmen der „This is what a feminist looks like“-Kampagne

Im Jahre 2004 wurde Cho einmal nach zehn Minuten Show für ein Unternehmen das Mikrofon abgeschaltet, und eine Band begann zu spielen. Cho behauptet, dies sei passiert, weil der Manager des Hotels über die Anti-Bush-Kommentare verärgert gewesen sei. Der Scheck über ihre Gage, die direkt an die Non-Profit-Organisation „West Memphis Three“ ging, platzte zunächst, die Gage wurde jedoch schlussendlich bezahlt.
Im Juli 2004 wurde Cho gebeten, während der Democratic National Convention in den USA im Rahmen einer Human Rights Campaign/National-Stonewall-Democrats-Benefizveranstaltung die geplante Rede nicht zu halten, weil offenbar Angst bestand, ihre Kommentare könnten einen Meinungsstreit entfachen.
Ende 2004 begann Cho, an ihrem ersten selbst geschriebenen Film zu arbeiten, in dem sie auch die Hauptrolle spielen sollte. Dieser Film mit dem Titel Bam Bam and Celeste ist eine Low-Budget-Komödie über eine fag hag und ihren besten schwulen Freund, und es spielt auch Chos Freund und Tour-Act Bruce Daniels mit. Der Film befindet sich zurzeit in der Post-Production-Phase.
Cho ist schon mit Quentin Tarantino (der einmal in einer Folge ihrer Sitcom auftrat), Chris Isaak und Garrett Wang zusammen gewesen. 2003 heiratete sie Al Ridenour, einen in der Schaffung von Cacophony Society involvierten Künstler, das Basis für Chuck Palahniuks Buch Fight Club ist.

### 2005
Im Jahre 2005 begann Cho mit der Promotion und der Tour ihrer neuen Show Assassin. Zu dieser Show wird es einen Livekonzertfilm geben, der auf dem Schwulen- und Lesbenkanal „Here!“ seine Premiere feiern wird. Auf den Postern ist Cho in Fallschirmjägermontur zu sehen, wie sie ein Mikrofon in Manier eines Maschinengewehrs hält.

## Sonstiges
- Im 2014 erschienenen Musikvideo zu Weird Al Yankovics Tacky, einer Parodie auf Pharrell Williams Happy, ist Cho ebenfalls vertreten.[3]
- Bei der Verleihung der Golden Globes 2015 am 11. Januar 2015, trat sie, an der Seite von Tina Fey und Amy Poehler, mehrere Male als nordkoreanischer General auf.

## Bibliographie
- I’m the One That I Want (2000)
- I Have Chosen to Stay and Fight (2005)

## Filmografie (Auswahl)
- 1994: Angie
- 1994: All American Girl
- 1995: The DOOM Generation
- 1995: It’s My Party
- 1996: Sweethearts
- 1997: Pink as the Day She Was Born
- 1997: Fakin’ Da Funk
- 1997: Im Körper des Feindes (Face/Off)
- 1998: The Think Pink Line
- 1998: Ground Control
- 1998: Rugrats – Der Film (Rugrats – The Movie)
- 2000: I’m the One That I Want
- 2001: Sex and the City (Fernsehserie, Folge 4x02)
- 2008: Ein tödlicher Anruf (One Missed Call)
- 2010: Ghost Whisperer – Stimmen aus dem Jenseits (Ghost Whisperer, Fernsehserie, 2 Folgen)
- 2009–2014: Drop Dead Diva (Fernsehserie, 72 Folgen)
- 2011–2012: 30 Rock (Fernsehserie, 3 Folgen)
- 2019: The Masked Singer (Fernsehsendung, Teilnehmerin Staffel 1, 9. Platz)
- 2019: Miracle Workers (Fernsehserie, eine Folge)
- 2021: Good on Paper
- 2022: Fire Island
- 2022: Hacks (Serie, 1 Episode)
- 2022: The L Word: Generation Q (Fernsehserie, Folge 3x03)
- 2023: Cora Bora

## Diskographie
- Drunk With Power (1997)
- I’m the One That I Want (2000)
- Notorious C.H.O. (2001)
- Revolution (2003)
- Assassin (2005)
- Beautiful (2009)

## Touren
- „I’m the One That I Want“
- „Notorious C.H.O.“
- „Revolution“ (2003)
- „State of Emergency“ (2004)
- „Assassin“ (2005)
- „Beautiful“ (2009)
- „Mother“ (2013)